# Lože, Laško
Lože so naselje v Občini Laško.